# Ершов, Александр Дмитриевич
Алекса́ндр Дми́триевич Ершо́в (22 декабря 1905, с. Вендинга, Вологодская губерния — 4 февраля 1986, Москва) — советский учёный, геолог; главный геолог Главгеологии Министерства цветной металлургии СССР (1941—1948); директор Всесоюзного института минерального сырья (1950—1963).

## Биография
Родился в крестьянской семье коми. В 1916 году окончил четырёхклассную школу, а в 1922 году — семилетку в с. Глотово. Поступил в Усть-Вымский педагогический техникум, который вскоре был переведён в Усть-Сысольск, и окончил его в 1926 году.
Работал в обкоме комсомола заведующим агитационно-пропагандистским отделом. В 1928 году по комсомольской путёвке поступил на физико-математический факультет МГУ, откуда перевёлся в Московскую горную академию, которая была реорганизована в Московский геолого-разведочный институт, — окончил его в 1932 г. В 1931 г. вступил в ВКП(б). В 1931 г., будучи прорабом Слюдянкинской экспедиции Всесоюзного института минерального сырья, под руководством П. П. Пилипенко открыл на южном берегу Байкала залежи флогопита.
В 1932—1937 гг. учился в аспирантуре (с перерывом в 1933—1934 гг., когда по постановлению Наркомтяжстроя работал в Иркутске заместителем директора научно-исследовательского института при Восточно-Сибирском геологическом тресте). С 1937 г. — главный инженер, затем начальник Экспедиции особого назначения, которая до 1939 года вела комплексные геологические исследования в Синьцзянской провинции Западного Китая.
В 1939—1941 годах — научный сотрудник Института геологических наук АН СССР.
В 1941 году защитил кандидатскую диссертацию о геолого-структурных условиях локализации арсенополиметаллического оруденения на Цаганском месторождении.
В 1941—1948 — заместитель начальника и главный геолог Главгеологии Министерства цветной металлургии СССР. Руководил разведкой месторождений цветных и редких металлов. В 1948 по состоянию здоровья переведён во Всесоюзный институт минерального сырья на должность заместителя директора по научной работе.
В 1950—1963 — директор Всесоюзного института минерального сырья; руководил исследованиями по расширению минерально-сырьевой базы бериллия, ниобия, тантала, иттрия, скандия и редкоземельных элементов. В 1963—1970 гг. заведовал отделом методики глубинных поисков месторождений урана, в 1970—1983 гг. — старший научный сотрудник. С 1983 г. на пенсии.
Автор исследований по выявлению структурных условий локализации полиметаллических месторождений Центрального Кавказа, слюдяных месторождений Забайкалья.
Возглавлял межведомственный Координационный научно-технический совет [по геологии урана]. Был заместителем главного редактора журнала «Советская геология», членом редколлегии геологической серии журнала «Известия АН СССР». Избирался депутатом Москворецкого райсовета Москвы.

## Награды
- орден «Знак Почёта» (1951)
- орден Трудового Красного Знамени (1954)
- медали.